# Telescopium (chi ốc biển)
Telescopium là một chi ốc biển, là động vật thân mềm chân bụng sống ở biển trong họ Potamididae.

## Các loài
Các loài trong chi Telescopium gồm có:
- Telescopium telescopium (Linnaeus, 1758)[2]